# Viva Kovač
Viva Kovač (* 23. September 2001) ist eine kroatische Leichtathletin, die im Langstrecken- und Hindernislauf an den Start geht. 

## Sportliche Laufbahn
Erste internationale Erfahrungen sammelte Viva Kovač im Jahr 2023, als sie bei der 2. Liga der Team-Europameisterschaft im Rahmen der Europaspiele in Chorzów mit 11:07,41 min auf Rang 14 über 3000 m Hindernis gelangte. Anschließend belegte sie bei den Balkan-Meisterschaften in Kraljevo in 17:36,93 min den vierten Platz im 5000-Meter-Lauf und gelangte im Hindernislauf mit 10:56,57 min auf Rang neun.
2023 wurde Kovač kroatische Meisterin im 3000-Meter-Hindernislauf.

## Persönliche Bestleistungen
- 5000 Meter: 17:36,93 min, 23. Juli 2023 in Kraljevo
- 3000 m Hindernis: 10:47,77 min, 11. Juni 2023 in Zagreb